# Albin Express
Albin Express, eller bara Express är en segelbåt som är byggd i glasfiberarmerad plast och har aluminiumrigg. Express är populär i Sverige och i forna Jugoslavien. Expressen tillverkades från 1979 av Albin Marin i Kristinehamn.

## Historia
Den amerikanska båten J/24 hade gjort ett segertåg i USA och Albin Marin i Kristinehamn var nära konkurs.  Albin Marin pratade ett tag om att tillverka J/24 på licens från USA, men bestämde sig istället för att skapa en egen båt med hjälp av Peter Norlin.
Expressen skapades och blev snabbt populär i början. Båtarna levererades utan färdig inredning som istället monterades ihop på en vecka. En nackdel med Expressen är att den nästan bara seglas i Sverige och Finland.
Albin Express är också väldigt populär i Norge där den tävlingsseglas flitigt.